# Ендру Вилсон
Ендру Вилсон (енгл. Andrew Wilson; Дамаскус, 16. септембар 1993) амерички је пливач чија специјалност су трке прсним стилом на 100 и 200 метара. Највеће успехе у каријери остварио је пливајући штафетне трке мешовитим стилом, вишеструки је освајач медаља на светским првенствима и троструки победник Универзијаде из Тајпеја 2017. године. 

## Спортска каријера
Први наступ на међународним такмичењима имао је на Летњој Универзијади у кинеском Тајпеју 2017. где је са освојене три златне медаље био један од најуспешнијих учесника Игара. 
Године 2018. успешно је дебитовао на Панпацифичком првенству одржаном у Токију освојивши златну медаљу у трци штафета на 4×100 мешовито, док је у трци на 100 прсно био четврти у финалу. Пар месеци касније имао је успешан деби и на светским првенствима, пошто је на светском првенству у малим базенима у Хангџоуу освојио сребро и злато у обе штафетне трке мешовитим стилом. 
На светском првенству у великим базенима у корејском Квангџуу 2019. пливао је у финалима све четири дисциплине у којима је учествовао. Најбоље резултате је постигао у штафетним тркама мешовитим стилом у којима је освојио сребрну и бронзану медаљу. У обе појединачне трке на 100 прсно и 200 прсно заузео је два шеста места. 